# Município de Poland (condado de Mahoning, Ohio)
O município de Poland (em inglês: Poland Township) é um município localizado no condado de Mahoning no estado estadounidense de Ohio. No ano de 2010 tinha uma população de 14 960 habitantes e uma densidade populacional de 272,02 pessoas por km².

## Geografia
O município de Poland encontra-se localizado nas coordenadas 41° 01′ 05″ N, 80° 33′ 55″ O. Segundo o Departamento do Censo dos Estados Unidos, o município tem uma superfície total de 55 km², da qual 54,12 km² correspondem a terra firme e (1,59 %) 0,88 km² é água.

## Demografia
Segundo o censo de 2010, tinha 14 960 pessoas residindo no município de Poland. A densidade populacional era de 272,02 hab./km². Dos 14 960 habitantes, o município de Poland estava composto pelo 97,91 % brancos, o 0,39 % eram afroamericanos, o 0,04 % eram amerindios, o 0,67 % eram asiáticos, o 0,36 % eram de outras raças e o 0,63 % eram de uma mistura de raças. Do total da população o 1,8 % eram hispanos ou latinos de qualquer raça.